# Дипломатичний корпус

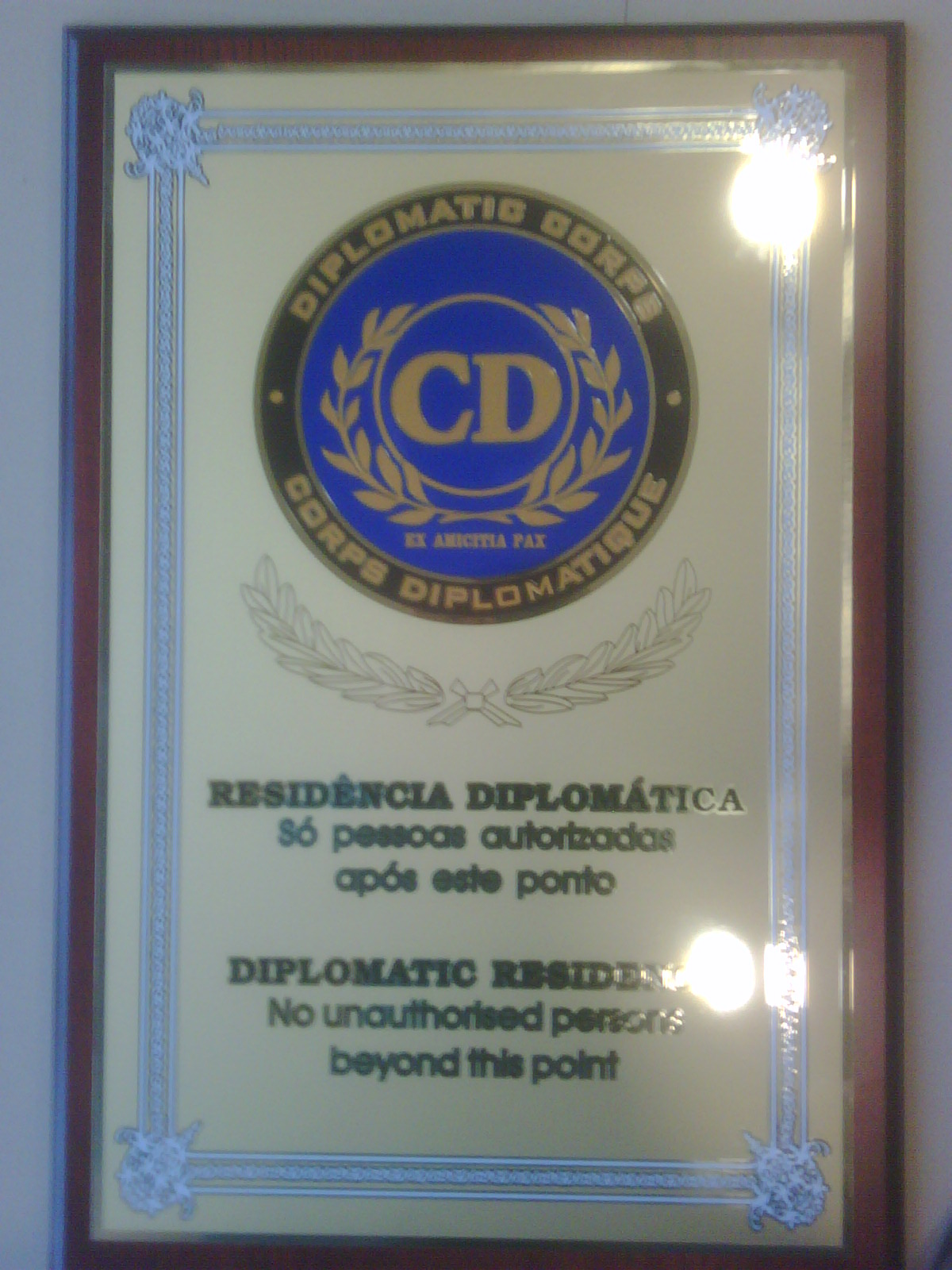

Дипломати́чний ко́рпус — це сукупність глав іноземних дипломатичних представництв, акредитованих у країні перебування. В широкому ж значенні цього слова йдеться про те, що дипломатичний корпус складається не тільки із глав представництв, а й дипломатичного персоналу всіх іноземних посольств та місій, акредитованих у столиці країни перебування.

## Статус
Крім того, до дипломатичного корпусу відносять, як правило, і членів родин дипломатичних агентів (дружини останніх, їхні неповнолітні діти, дорослі неодружені доньки, а іноді й батьки дипломата також мають дипломатичні картки та включаються до списків членів дипломатичного корпусу). Звичайно, що такий суто механістичний підхід до визначення поняття «дипломатичний корпус» аж ніяк не виправданий, оскільки виникає ризик загубити його основну визначальну рису. Адже дипломатичний корпус — це не просто сукупність осіб, причетних до дипломатичної сфери.
Тому під дипломатичним корпусом варто розуміти насамперед об'єднання професіоналів, які утворюють корпорацію дипломатичних агентів, акредитованих у країні перебування. Лише в такому випадку можна говорити про функції дипломатичного корпусу, що виступає як єдине ціле з питань церемоніального та організаційно-побутового характеру у відносинах як між самими членами дипломатичного корпусу, так і з органами влади країни перебування.
При цьому необхідно наголосити, що основне завдання дипломатії — це здійснення офіційних відносин між рівносуверенними державами на двосторонній основі. Саме тому ніякі колективні виступи дипломатичного корпусу з питань політичного характеру не можуть мати місця. Вони можливі лише з церемоніальних, протокольних питань, наприклад, привітання з нагоди вступу на посаду глави держави або уряду країни перебування, висловлення жалю у відповідних випадках тощо. Практично від імені дипломатичного корпусу в цілому в цих та інших випадках церемоніального характеру виступає його глава — дуаєн (старшина, або старійшина, дипломатичного корпусу).